# Дворец Бриц
Дворец Бриц (нем. Schloss Britz) расположен в одноименном районе берлинского округа Нойкёльн. Усадьба Бриц является охраняемым историческим памятником Берлина и одним из немногих дворцово-парковых ансамблей немецкой столицы, в целом сохранившихся в своём первоначальном виде.

## История

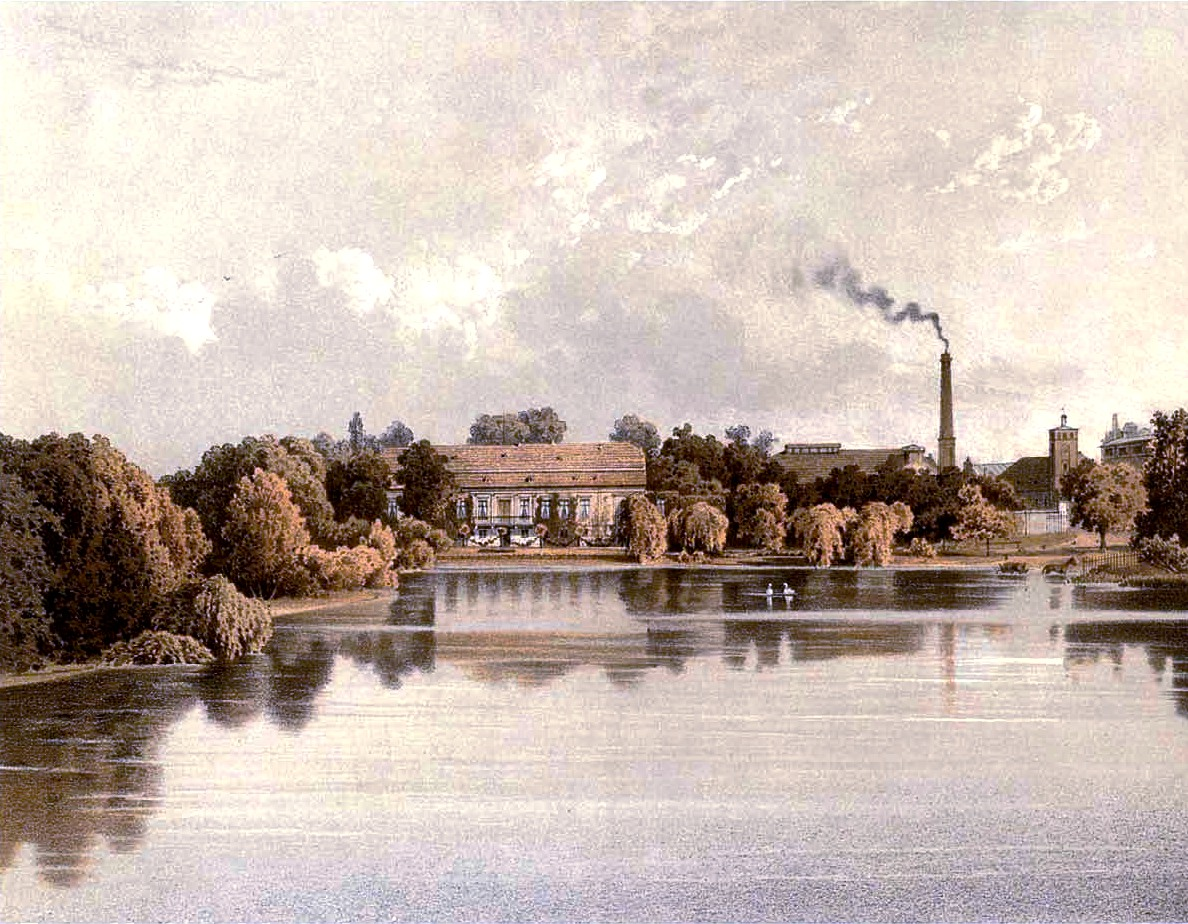
Дворец Бриц (1860)

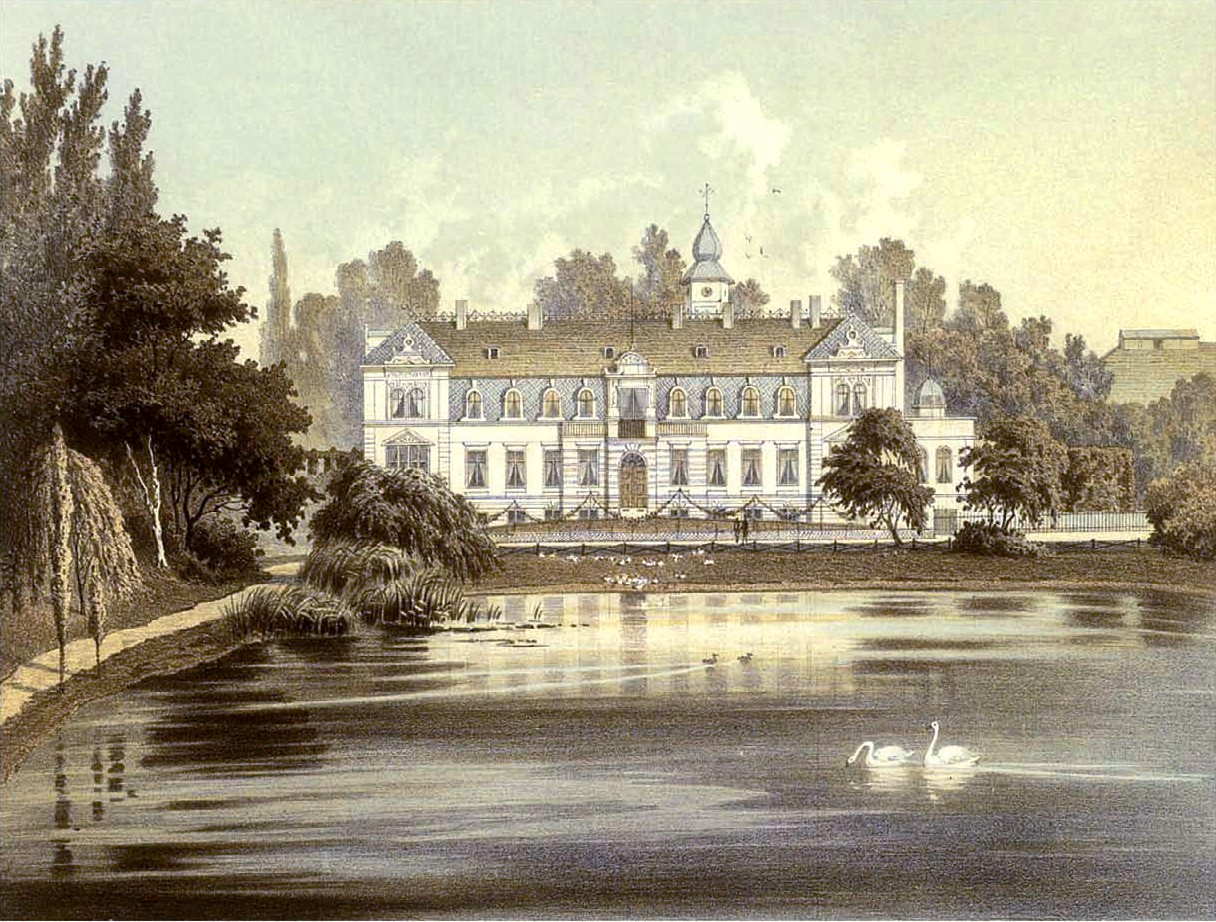
Дворец Бриц (1880)

Уже в XIII веке на территории нынешней усадьбы Бриц находилось имение, принадлежавшее роду Брицке (нем. Britzke) или Брицеке (нем. Brizeke), и в начале XVII века имевшее площадь в 29 гуф. В 1699 году после многовекового владения усадьбой Брицке продали её бранденбургскому курфюрсту Фридриху III, который в результате обмена передал её своему камер-президенту и действительному тайному советнику Самуилу фон Хвалковски (нем. Samuel von Chwałkowski). После его смерти в 1705 году имение отошло к его зятю, прусскому гофмаршалу и командиру швейцарской гвардии при короле Фридрихе I Зигмунду фон Эрлаху (нем. Sigmund von Erlach), который решил снести старый господский дом, построенный после пожара в 1547 году, и возвести на его месте новое здание. Согласно другим источникам, этот снос был произведён уже при фон Хвалковски, а строителем современного дворца Бриц может быть придворный архитектор Мартин Грюнберг.
В последующие годы усадьбой владели:
- Фридрих Вильгельм граф фон Шверин (нем. Friedrich Wilhelm Graf von Schwerin) (1713—1719) — дипломат, обер-гофмейстер,
- Генрих Рюдигер Ильген (1719—1728) — дипломат, прусский министр,
- Фридрих Эрнст цу Иннхаузен унд Книпхаузен (нем. Friedrich Ernst zu Innhausen und Knyphausen) (1728—1731) — камергер при короле Фридрихе Вильгельме I,
- Эвальд Фридрих фон Герцберг (1789—1795) — прусский министр, граф,
- Иоганн Бернхард Фрайхерр фон Экардштайн (нем. Johann Bernhard Freiherr von Eckardstein) (1796—1823) — камергер, дипломат.
- Адольф Фридрих Иоганн Ридель (1862–1865), выдающийся немецкий историк, архивист, археограф и политик (1809–1872).

Особого расцвета имение Бриц достигло при Герцберге, став с его четырёхпольным севооборотом, кормлением скота в стойлах, ветряными мельницами, винокуренным заводом и пивоварней примером современного на тот период сельскохозяйственного использования. В дальнейшем его хозяевами успели побывать фабрикант, историк, банкир и его семья, пока в 1924 году оно не стало собственностью Берлина, заплатившего за покупку усадьбы с земельным участком в 456 гектаров более 4,5 миллионов рейхсмарок (позднее на этих землях было, в частности, выстроено поселение Хуфайзен — ныне относящееся ко всемирному наследию ЮНЕСКО). Оставшаяся часть усадьбы была сдана в аренду трём городским семьям, а в послевоенное время использовалась для приёма беженцев и как детский дом.
В 1985—1988 годах дворец был отреставрирован, и с тех пор часть его открыта как музей.

## Архитектура и интерьер дворца

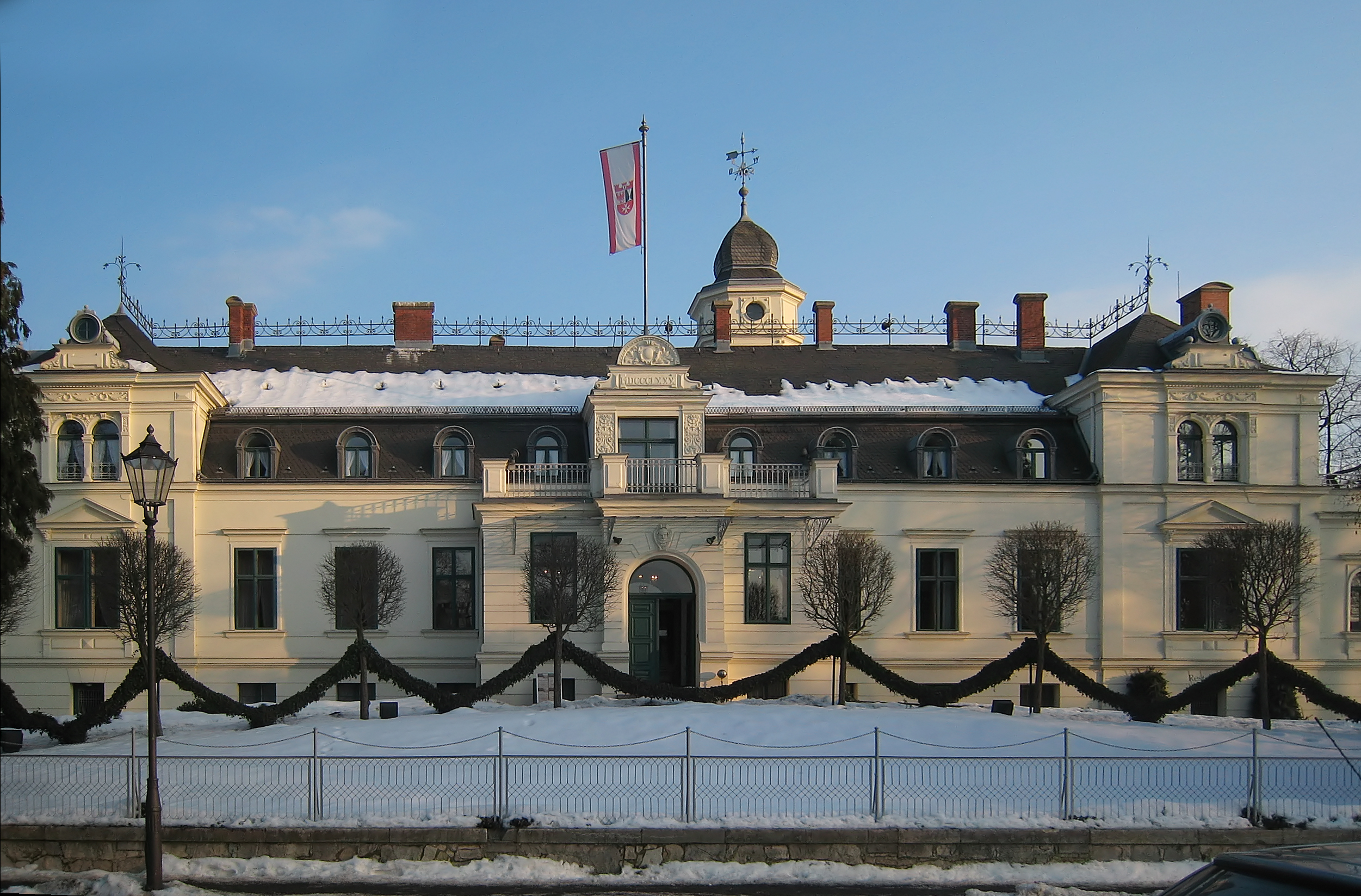
Северо-западный фасад

Дворец представляет собою двухэтажное, имеющее 11 осей, строение с ризалитом и мансардной крышей. Свой современный облик он приобрёл в конце XIX века, когда по распоряжению тогдашнего владельца имения Вильгельма Августа Юлиуса Вреде (нем. Wilhelm August Julius Wrede) и по планам архитектора Карла Буссе (нем. Carl Busse) его фасады были реконструированы в стиле французского неоренессанса, а здание получило четырёхэтажную октагональную башню и увенчанный балконом портал. С северо-западной стороны, выходящей к пруду, здание имеет вход с земляной рампой, второй вход обращён к парковой стороне. На его первом этаже открыты для посещения следующие пять помещений:
- мужская комната (нем. Herrenzimmer),
- дамская комната (нем. Damenzimmer),
- парадный зал (нем. Festsaal),
- охотничья комната (нем. Speise-/Jagdzimmer),
- террасная комната (нем. Terassezimmer).

Среди исторического интерьера эпохи основателей можно видеть мебельный гарнитур из орехового дерева, рояль и кожаные обои. Интерьер дворца работы немецкого художника и директора Прусской академии искусств Бернхарда Роде считается утерянным при его переоформлении в середине XIX века.

## Усадьба имения Бриц

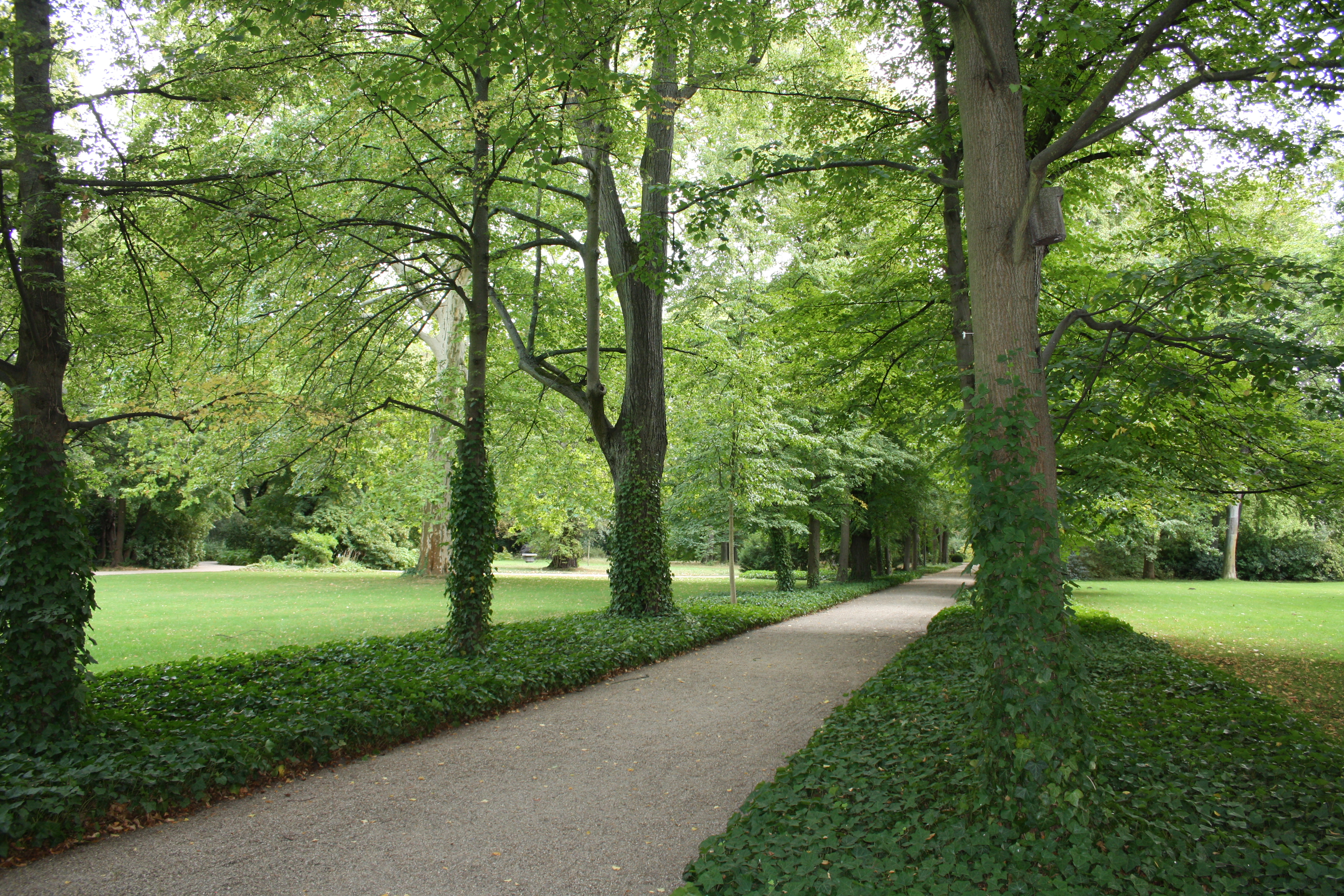
Дворцовый парк

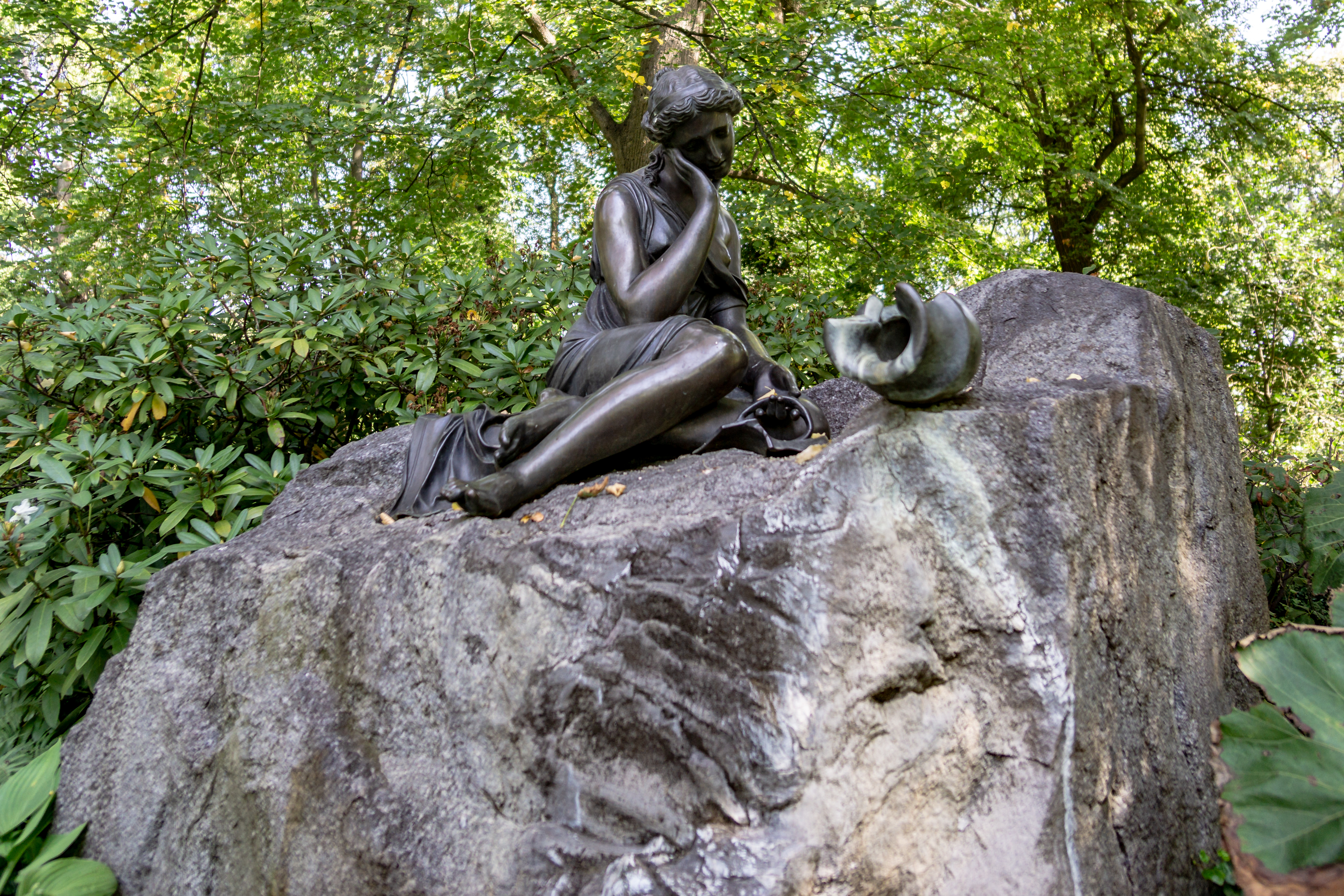
«Девушка с кувшином»

Одновременно со строительством дворца был заложен прилегающий к нему сад, своим барочным стилем, включающим прямые аллеи и боскет, продолжившим традиции голландских регулярных парков. Изначально он предназначался в первую очередь для развлечений и в нём насчитывалось более 700 различных деревьев, в том числе шелковицы и впервые посаженная в Германии робиния псевдоакация, но позднее «прекрасное» было дополнено и «полезным»: живой изгородью из плодовых деревьев. В конце XIX века дворцовый парк был переоформлен в ландшафтный, а столетие спустя он был тщательно реконструирован.
Ныне парк располагается на площади в 1,8 гектара и находится под защитой как исторический памятник. На его территории установлены бюст одного из прежних хозяев имения Бриц (копия памятника, изготовленного в 1900 году) и литая копия известной работы русского скульптора Павла Петровича Соколова «Девушка с кувшином». Здесь же можно видеть самое старое в Берлине дерево гинкго.
На общей площади 4,6 гектара, которую ныне занимает усадьба Бриц, находятся также розарий и её бывшие хозяйственные постройки, сооружённые в середине XIX века.

## Современное использование

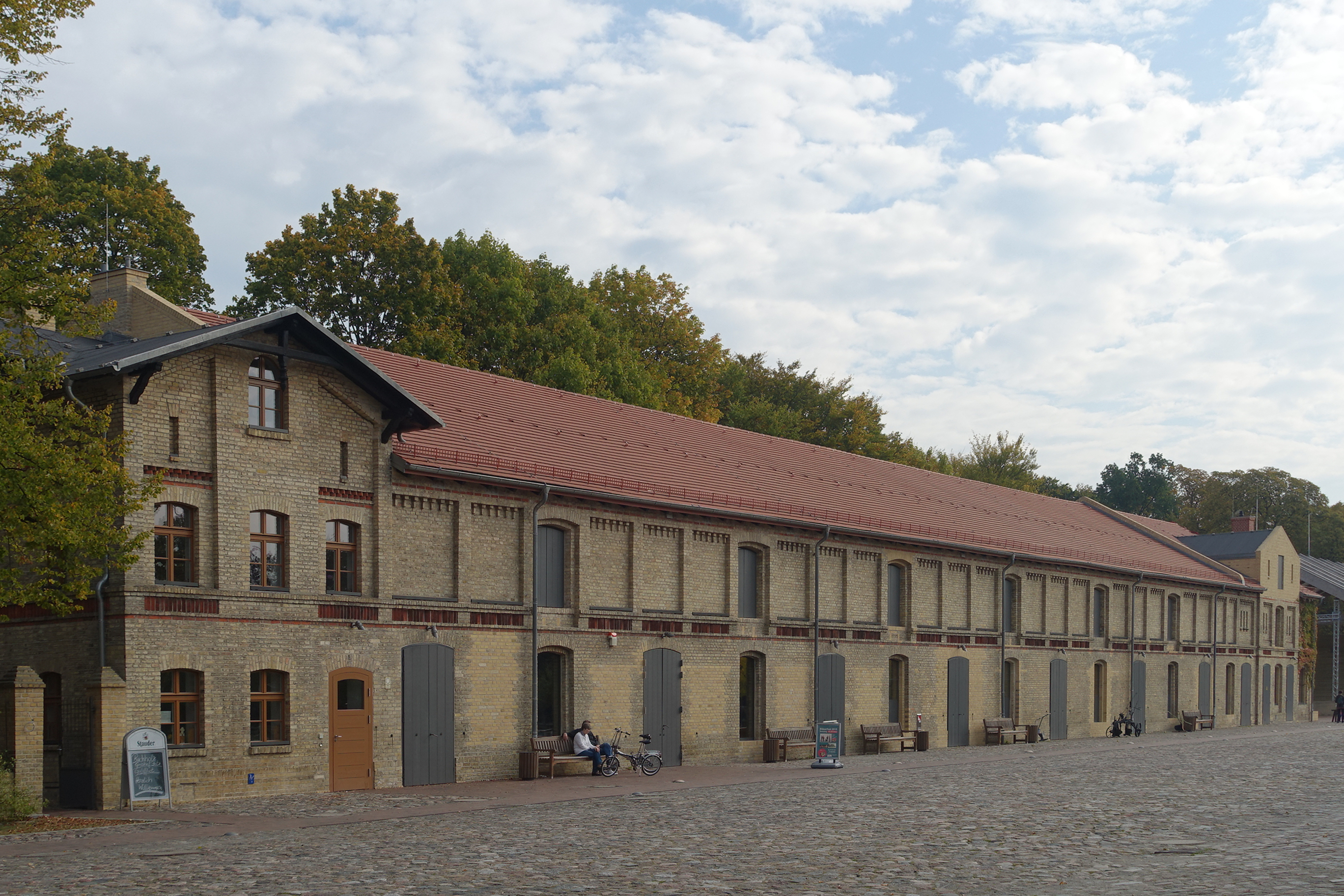
Бывший коровник, ныне — ресторан и концертный зал

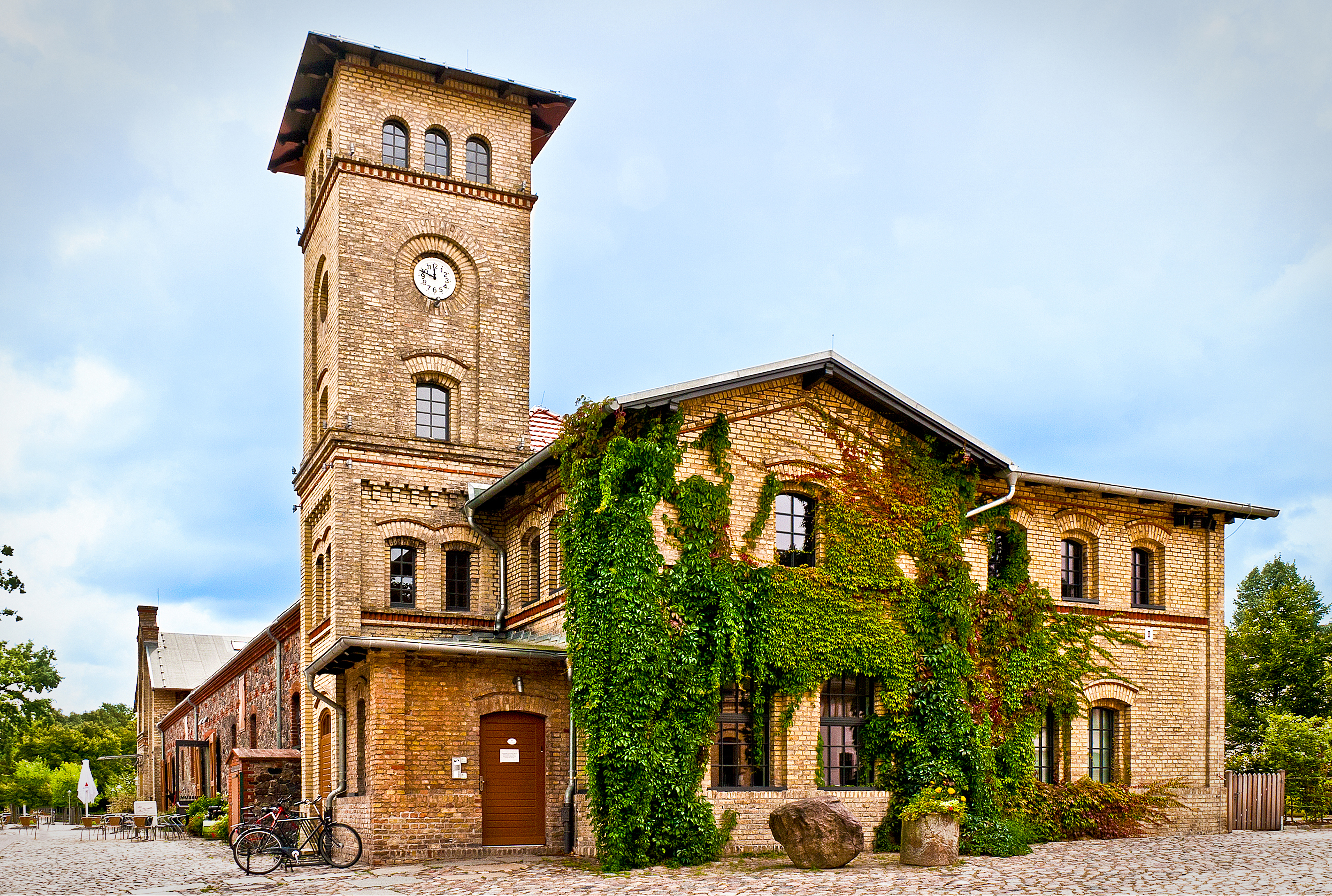
Бывшая конюшня, ныне — музей Нойкёльна

В настоящее время во дворце Бриц, культурное использование которого находится в ведении специально организованного фонда, ежедневно (за исключением понедельника) открыта для посещения постоянная выставка. В этом же здании размещены небольшой отель и ресторан. По помещениям дворца и бывшей усадьбе Бриц организуются воскресные экскурсии, а в парадном зале устраиваются регулярные музыкальные концерты.
В переоборудованном здании воловни проводятся свадьбы и другие торжественные мероприятия. В примыкающем к нему строении, бывшем некогда конюшней, открыл свои выставки переехавший туда в 2010 году музей Нойкёльна (нем. Museum Neukölln), второй старейший региональный музей Берлина, организованный ещё в 1897 году.
На территории усадьбы Бриц находятся также музыкальная школа, носящая имя немецкого композитора Пауля Хиндемита, открытая концертная сцена, а в так называемом «швейцарском доме» — ещё один ресторан. Концерты классической музыки проводятся и в отличающемся хорошей акустикой бывшем коровнике, ныне полностью переоборудованном под них. Загоны для сельскохозяйственных животных, расположенные на южной окраине двора, демонстрируют типичные условия их разведения, ранее характерные для имения Бриц.